# Lidská práva v Severní Koreji
Situace v oblasti lidských práv v Severní Koreji je často považována za nejhorší na světě. Byla kritizována ze strany mnoha organizací a zemí na světě, např. ze strany OSN, Evropské unie nebo organizace Human Rights Watch.
Lidskoprávní organizace jako např. Amnesty International nebo Spojené státy uvádějí, že v zemi neexistuje právo na svobodu projevu. Jediná legální média jsou ta, která jsou provozována vládou Severní Koreje. Podle zpráv Amnesty International a amerického Výboru pro lidská práva v Severní Koreji bylo v roce 2017 v této zemi vězněno v táborech pro politické vězně odhadem 200 000 lidí. Byli v nich přitom vystaveni nuceným pracím, týrání a popravám.
Severokorejská vláda udržuje přísný dohled nad aktivitami zahraničních návštěvníků. Humanitární pracovníci jsou podrobováni kontrolám a do některých míst a regionů nemají přístup. Vzhledem k tomu, že Severokorejci nemohou svobodně opustit zemi, situace v oblasti lidských práv je mapována především z příběhů uprchlíků. Vláda považuje mezinárodní kritiku stavu lidských práv za záminku pro svržení systému absolutní soběstačnosti čučche.
Valné shromáždění OSN od roku 2003 každoročně přijímá rezoluci odsuzující situaci v oblasti lidských práv v zemi. Rezoluce z prosince 2011 naléhala na vládu v Pchjongjangu, aby ukončila systematické a závažné porušování lidských práv, které zahrnovalo veřejné popravy a svévolné zadržování. Severní Korea rezoluci odmítla s tím, že je politicky motivovaná a založená na výmyslech. V únoru 2014 zveřejnila zvláštní komise OSN 400stránkovou zprávu založenou na přímých svědectvích, dokumentující „nevýslovná zvěrstva“ spáchaná v zemi.

## Internační tábory pro politické vězně
Internační tábory pro osoby obviněné z politických deliktů nebo prohlášené za politicky nespolehlivé provozuje státní bezpečnost. U politických vězňů byl historicky uplatňován princip rodinné odpovědnosti, což znamenalo, že nejbližší rodinní příslušníci odsouzeného byli rovněž považováni za politické zločince a internováni.
Internační tábory se nacházejí ve střední a severovýchodní Severní Koreji. Zahrnují mnoho vězeňských pracovních kolonií v odlehlých horských údolích, izolovaných od okolního světa. Celkový počet vězňů se odhaduje na 80 000 až 120 000.
Vězni jsou nuceni vykonávat těžkou a nebezpečnou otrockou práci primitivními prostředky. Příděly jídla jsou velmi malé, takže vězni jsou neustále na pokraji hladu. V kombinaci s tvrdou prací to vede k úmrtí velkého množství vězňů. Odhaduje se, že 40 % vězňů umírá na podvýživu. Mnoho vězňů je navíc ochromeno pracovními úrazy, omrzlinami nebo mučením. V táborech je systém přísných trestů. Vězni, kteří pracují příliš pomalu nebo neuposlechnou rozkaz, jsou biti nebo mučeni. Pokud se dopustí krádeže jídla nebo pokusí o útěk, jsou veřejně popraveni. Mezinárodní koalice pro zastavení zločinů proti lidskosti v Severní Koreji (ICNK) odhaduje, že v severokorejských zajateckých táborech ročně zemře přes 10 000 lidí.
Zpočátku existovalo kolem dvanácti politických vězeňských táborů, ale některé byly sloučeny nebo uzavřeny (např. Tábor č. 12 byl uzavřen po neúspěšné vzpouře v roce 1987, kdy bylo zabito asi 5 000 vězňů). V současnosti je v Severní Koreji šest politických zajateckých táborů. K většině existují svědectví bývalých vězňů a je známo jejich umístění a satelitní snímky.
| Název                             | Oficiální název  | Rozloha  | Počet vězňů |
| --------------------------------- | ---------------- | -------- | ----------- |
| Politický vězeňský tábor Kaechon  | Kwan-li-so č. 14 | 155 km²  | 15 000      |
| Politický vězeňský tábor Jodok    | Kwan-li-so č. 15 | 378 km²  | 46 500      |
| Politický vězeňský tábor Hwasong  | Kwan-li-so č. 16 | 549 km²  | 10 000      |
| Politický vězeňský tábor Bukchang | Kwan-li-so č. 18 | 73 km²   | 50 000      |
| Politický vězeňský tábor Hoeryong | Kwan-li-so č. 22 | 225 km²  | 50 000      |
| Politický vězeňský tábor Chongjin | Kwan-li-so č. 25 | 0,25 km² | 3000+       |

### Svědectví uprchlíků
Jihokorejský novinář Čchol-hwan Kang je bývalý vězeň politického vězeňského tábora Jodok. O svém pobytu v táboře napsal knihu Pchjongjangská akvária. Z Tábora 14 v roce 2005 uprchl Sin Tong-hjok. Předpokládá se, že je jediným člověkem narozeným v táborech, kterému se to kdy podařilo. Jeho život v táboře, útěk a snahu přizpůsobit se běžnému životu popisuje kniha Útěk z tábora 14.